# Westerpark (arrondissement)

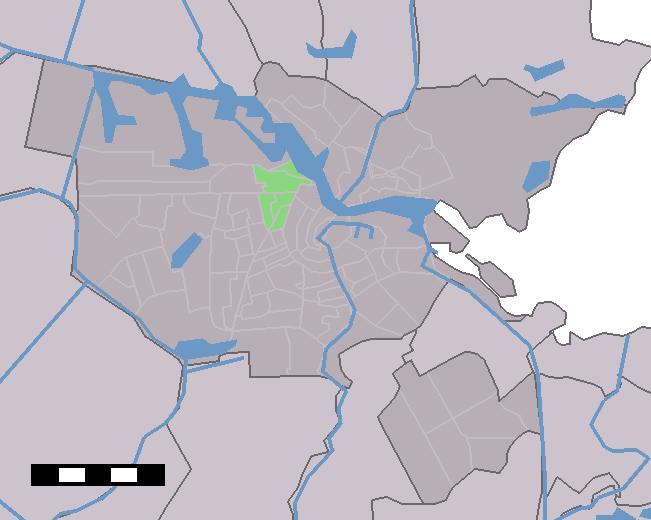
Westerpark par rapport à Amsterdam.

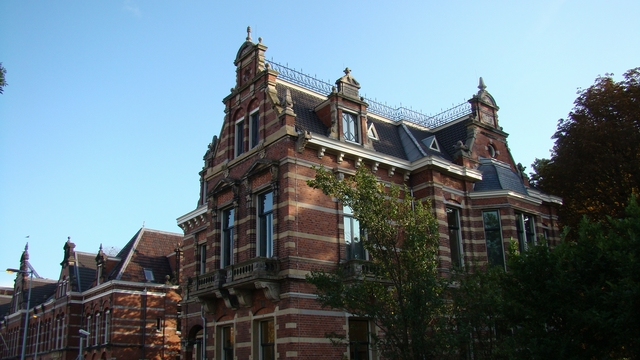
Anciens bureaux de l'administration de Westerpark.

Westerpark est l'un des quinze anciens arrondissements de la ville d'Amsterdam, aux Pays-Bas. En 2010, il a été absorbé dans le nouvel arrondissent d'Amsterdam-West avec les quartiers de quartiers d'Oud-West (« Vieil Ouest »), De Baarsjes et Bos en Lommer. Le quartier tire son nom du Westerpark, l'un des principaux espaces verts de la ville qui y est situé. Créé en 1990, l'arrondissement était lui-même né de la fusion de plusieurs quartiers dont le Spaarndammerbuurt, le Staatsliedenbuurt et le Frederik Hendrikbuurt.